# Inosina monofosfato sintase

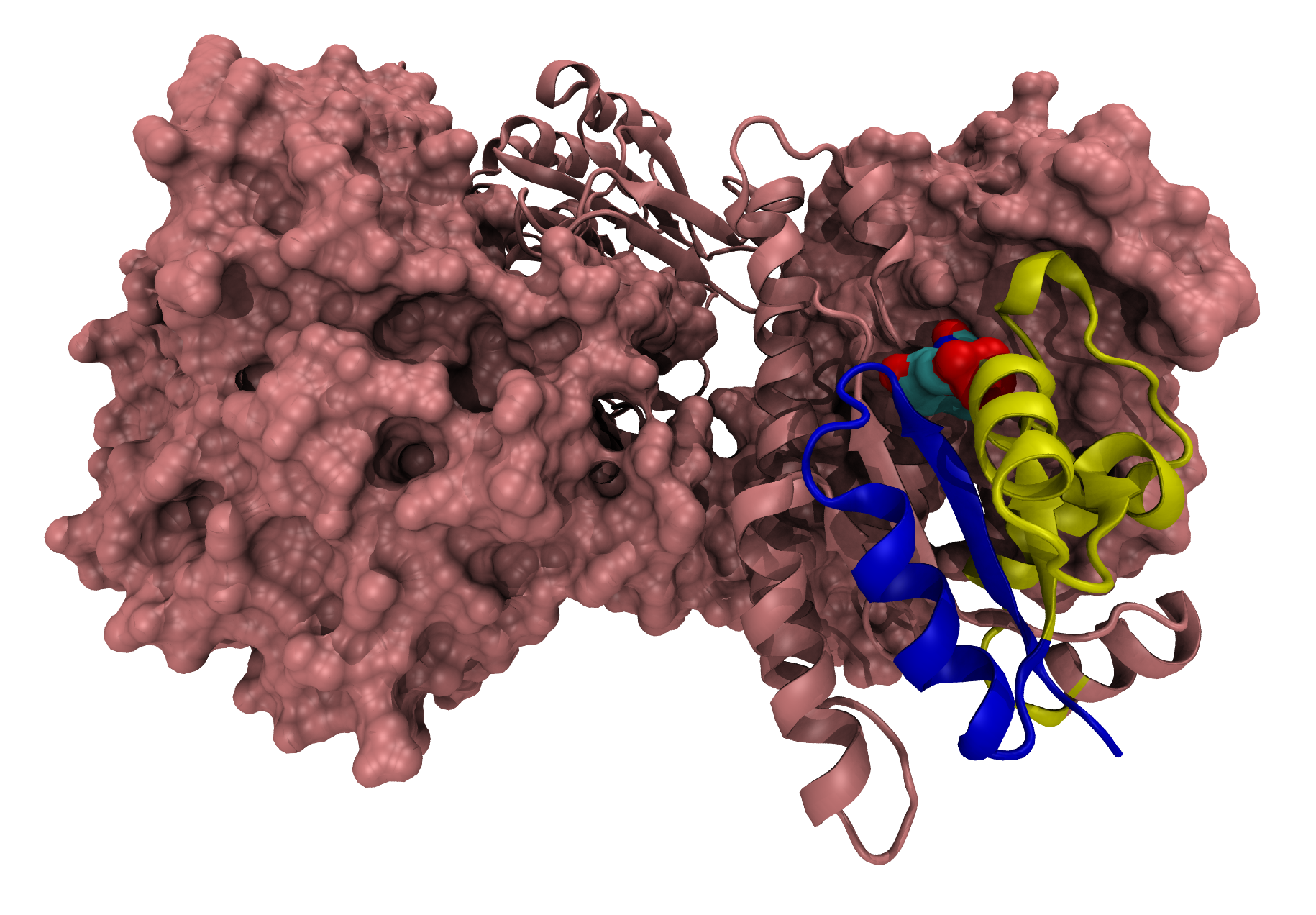
Inosina monofosfato sintase

Proteína de biossíntese de purina bifuncional PURH é uma proteína que em humanos é codificada pelo gene ATIC.
ATIC codifica uma enzima, inosina monofosfato sintase (ou monofosfato de inosina sintase), que gera monofosfato de inosina a partir de aminoimidazol carboxamida ribonucleotídeo.
Ela tem duas funções:
- EC 2.1.2.3 - 5-aminoimidazol-4-carboxamida ribonucleotídeo formiltransferase
- EC 3.5.4.10 - IMP cicloidrolase